# Nowosielica (stacja kolejowa)
Nowosielica (ukr. Новоселица, ros. Новоселица, rum. Noua Suliță) – stacja kolejowa w miejscowości Nowosielica, w rejonie czerniowieckim, w obwodzie czerniowieckim, na Ukrainie. Położona jest na linii Czerniowce – Ocnița.

## Historia
Stacja powstała w czasach carskich jako rosyjska stacja graniczna na granicy z Austro-Węgrami, będąc jedynym kolejowym przejściem granicznym pomiędzy Besarabią a Bukowiną. Następną stacją w stronę Oknicy (w głąb Rosji) była Mamałyga. W 1904 była to pierwsza stacja, na której pod kierunkiem mołdawskiego inżyniera Nikołaja Kodriana zamontowano innowacyjny system, pozwalający na zmianę rozstawu osi wagonów, dzięki czemu mogły one przejechać z austro-węgierskiego toru normalnego na rosyjski tor szeroki (i odwrotnie), bez konieczności wyładunku towarów lub pasażerów.
Po I wojnie światowej stacja znalazła się w granicach Rumunii, tracąc nadgraniczny charakter. Na krótki okres ponownie została stacją graniczną, tym razem sowiecką na granicy z Rumunią, gdy na mocy paktu Ribbentrop-Mołotow Besarabia została zajęta przez Związek Sowiecki. Od zakończenia II wojny światowej linii kolejowej nie dzieliła już w okolicach stacji żadna granica państwowa.